# R Normae
R Normae är en pulserande variabel av Mira Ceti-typ (M) i stjärnbilden Vinkelhaken. Stjärnan var den första i Vinkelhakens stjärnbild som fick en variabelbeteckning.
Stjärnan varierar mellan visuell magnitud +6,5 och 12,8 med en period av 496 dygn.

## Fotnoter
1. ↑  Variabelstjärnornas beteckningar börjar med bokstäverna R-Z, därefter A-Q, följt av RR-ZZ och AA-QQ, varefter de börjar betecknas med bokstaven V och ett ordningsnummer, från och med V335.